# Fred Deux
Alfred Jean Lucien Deux, dit Fred Deux, né le 1er juillet 1924 dans le 15e arrondissement de Paris, et mort le 9 septembre 2015 à La Châtre est un dessinateur et — sous le nom de plume Jean Douassot pour ses premières publications — un écrivain français.

## Biographie

### Enfance et jeunesse
Fred Deux naît dans le 15e arrondissement de Paris le 1er juillet 1924. Il est fils unique. Son père est ouvrier, aux usines Renault, et sa mère, d'origine italienne, fait les marchés, et est concierge de leur immeuble, où elle possède sa loge. Fred et sa grand-mère maternelle, aveugle, vivent et dorment dans une cave aménagée,, cave vétuste, humide, et régulièrement inondée par les crues de la Seine,. Puis la famille aménagera ensuite, durant la guerre, dans un appartement de l'immeuble.
Sa mère est malade des poumons, atteinte de tuberculose,, depuis qu'elle est enfant — comme le sera Fred Deux —, et son père connaît des problèmes d'alcool,,.
Enfant, il est proche de son oncle paternel, Édouard, oncle « magique et fou », qui, après de nombreuses tentatives, se suicide à l'âge de 27 ans, en 1936, lorsque Fred a 12 ans. Il dira ensuite de lui : « Sa présence était très possessive », et que ce « suicide m'a marqué à vie ». Il commence à travailler à l'usine à l'âge de 13 ans et enchaîne dans une usine de fabrication de gélatine, puis de cardage de coton En 1941-1943, il est ouvrier électricien dans une usine d'aviation, l'usine Farman, à Suresnes.
En juin 1940, durant l'occupation allemande, l'usine Renault du père fait évacuer ses ouvriers vers une usine de l'Ouest du pays. Le camion où  son père se trouve se fait bombarder, il est gravement blessé à la jambe, et reste plusieurs mois sur place dans un hôpital de bonnes sœurs.  La famille restera des mois sans nouvelles, le croyant mourant ou mort. Il revient deux ans et demi plus tard à Boulogne.
En 1941, sa mère s’installe dans un appartement bourgeois.

### Âge adulte

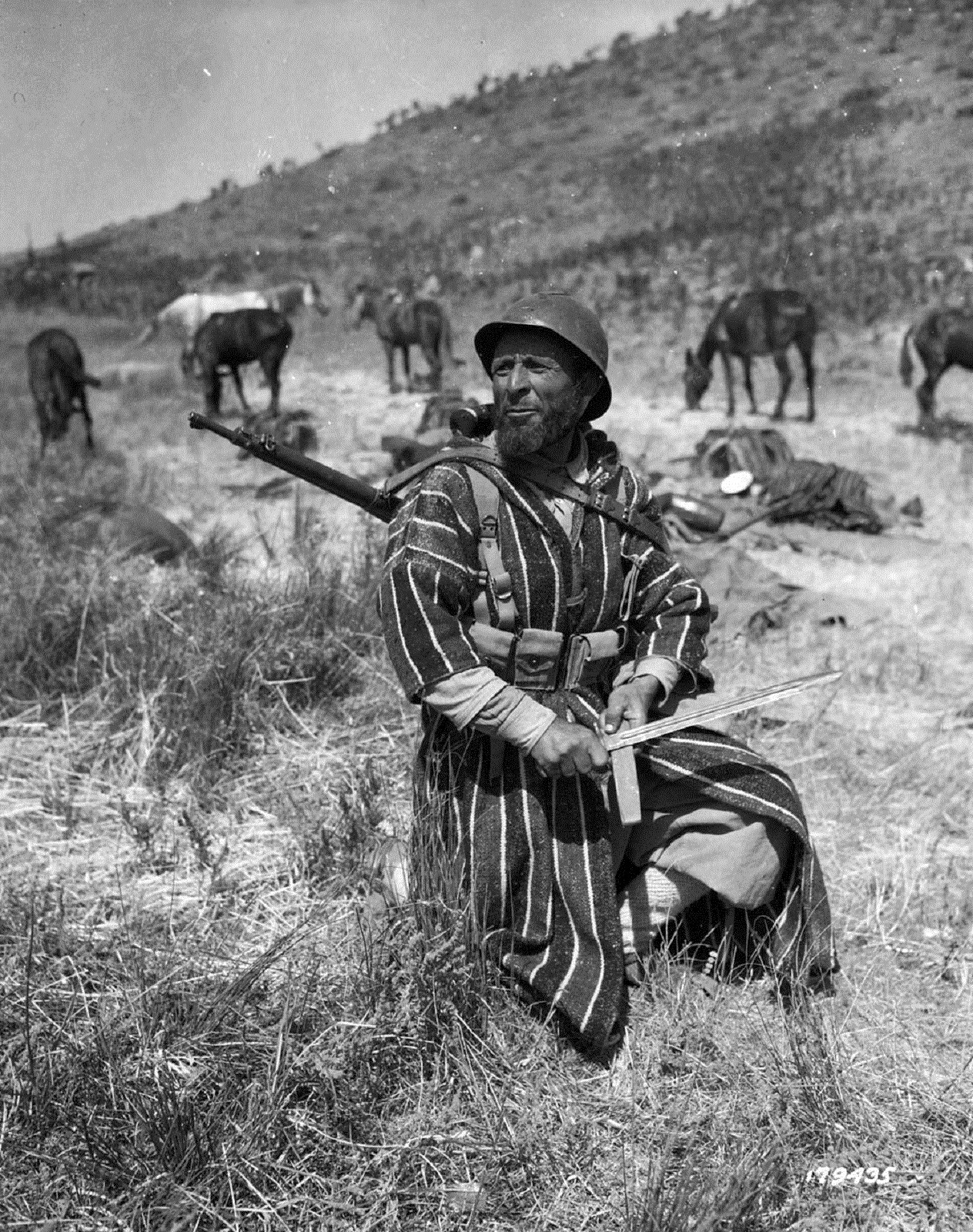
Un goumier marocain en 1944, année où Fred Deux s'engage et commence à combattre.

#### Seconde Guerre mondiale
En 1943, durant la période de l'occupation, il est contacté, au sein de son usine, l'usine Farman de Suresnes— dont il déclare : « C'est là-dedans que les nazis travaillaient à la construction de bombardiers » —, par un groupe de résistants Francs-tireurs et partisans (FTP) et rejoint les maquisards FTP du Doubs, durant huit mois. Puis, sans réfléchir, il s'engage en 1944 dans l'armée française au sein des goumiers marocains,. Il n'a alors que 20 ans et est, pour l'époque, encore mineur, mais en cette période de guerre, l'armée ne s'attarde pas sur ses papiers. Il combat dans les Vosges et en Alsace, et vit des scènes terribles de combats — « souvenirs monstrueux qui hanteront de nombreuses œuvres » —, et participe ensuite en Allemagne, à la libération des camps : « J'ai fait partie de ceux qui, avec les Américains, ont découvert l'horreur des camps de concentration nazis ».
En 1945, la guerre terminée, il lui reste encore deux ans à servir au sein des goumiers. Nommé caporal, il est affecté dans une caserne au Maroc, à quarante kilomètres de Taourirt, où seuls cinq métropolitains travaillent à ses côtés, dirigeant plus de deux cents soldats marocains, auprès de leurs familles. La dernière année, il reste gravement malade durant plusieurs semaines, atteint de la dysenterie.
Durant les derniers temps de son engagement au Maroc, il rencontre sa future première femme,  Simone Clary.

#### Marseille
Fred Deux se retrouve sans emploi et sa femme lui propose d'aller travailler dans sa librairie, la librairie Clary dont elle est propriétaire située rue Paradis, à proximité de la place Estrangin-Pastré. Le couple a deux filles.
Catherine et Annie . « Ce mariage à Marseille est une véritable naissance la vraie, une sortie de la mort. La librairie fut le temps de la découverte des merveilles, une période de grand nettoyage » (Matricule des anges).
À la librairie de sa femme il rencontre les grands collectionneurs, Pierre Guerre, Karl Flinker, Daniel Cordier, Jean Cassou, et fonde le « sous-groupe des surréalistes de Marseille » avec les Cahiers du Sud. Son chemin est tracé.

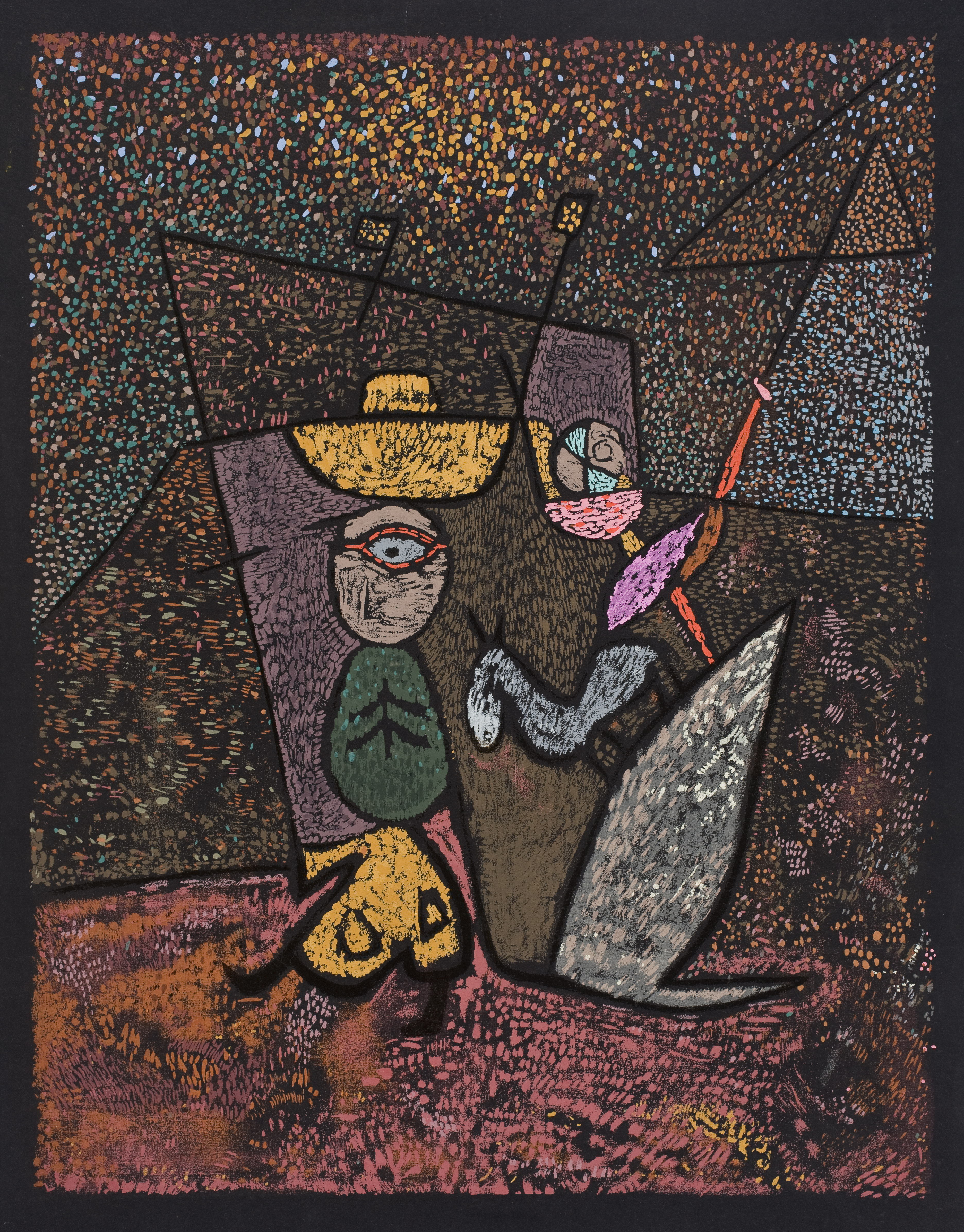
Paul Klee, Le Cirque ambulant (vers 1940), lithographie, musée d'Art de São Paulo.

Son activité dans la librairie de sa femme, commencée en 1948, va lui permettre de découvrir la littérature, les œuvres d'André Breton, et le manifeste du surréalisme. Il déclare : « Je restais très tard la nuit, à lire, à découvrir peintres et écrivains ». Il s’ensuit alors une longue série de lectures : Louis Aragon, Henry Miller, Sade, Franz Kafka, et Blaise Cendrars, selon ses dires « le plus déterminant ». Il écrit en cachette des petits bouts de textes, des poèmes, des notes,. Il y découvre aussi Paul Klee, qui l’influencera et l'inspirera. Il commence alors, avec de la peinture laque pour bicyclette,, à réaliser ses premières taches sur papier. Les œuvres de la première période (de 1949 à 1958), surnommées parfois les « kleepathologies » sont caractérisées par la prédominance de taches qui envahissent la surface du papier, « taches » remarquées par Karl Flinker,. Karl Flinker deviendra son ami lors de ses années parisiennes. Il est le fils de Martin Flinker qui exposera pour la première fois ses dessins dans sa librairie, au début des années 1950.
Fred Deux dira dans Une vie parlée que ses « deux gourous » auront été André Breton, et Paul Klee.
Il tombe ensuite malade et part se faire soigner dans un sanatorium. En 1950 naît sa fille, Catherine,.

#### Paris
Il rencontre fin 1951 l'artiste buriniste Cécile Reims,, qui devient sa compagne, jusqu'à la fin de sa vie. Il fait la connaissance, par l'intermédiaire de Bernard Gheerbrant et de sa librairie La Hune, de Hans Bellmer et d'André Breton, et fréquente les surréalistes, dont il s'écarte en 1954. 
Il rend régulièrement visite au peintre Hans Reichel, qui lui permet d'assister à la réalisation de ses aquarelles, et qui lui montre son Cahier de Gurs, réalisé au début des années 1940, interné au Camp de Gurs.
Il s'intéresse de près aux écrits de René Guénon et de René Daumal.
En 1953, la librairie-galerie Le Fanal présente sa première exposition personnelle.

#### Ain
En 1957, malades tous deux des poumons depuis de nombreuses années, le couple décide d'aller s'installer à la campagne, à Corcelles (Ain). Fred Deux subit une rechute de sa tuberculose,, est contraint d'être alité,, et écrit, durant plus d'un an, à l'aide d'une petite machine à écrire qu'on lui a offerte, La Gana, autobiographie de plus de huit cent pages. Il le soumet à Maurice Nadeau : le livre est publié en 1958 sous le pseudonyme de Jean Douassot. Il explique en 2007 la raison de ce pseudonyme : « C'est l'éditeur Julliard qui, apprenant que j'avais fait quelques expositions, trouvait qu'il n'y avait pas place pour la confusion du graphisme et de l'écriture ». Ce roman est le premier de ses écrits largement autobiographiques. « Le texte, « surnaturaliste », onirique, hypersensible, parfois insoutenable, comporte quelques passages alors jugés obscènes et qui, censurés, ont disparu à jamais » selon Le Monde diplomatique. L'ouvrage reçoit le prix de Mai en 1959, prix littéraire « prestigieux », créé l'année précédente, dont les jurés sont Roland Barthes, Georges Bataille, Maurice Blanchot, Maurice Nadeau, Louis-René des Forêts, Nathalie Sarraute et Alain Robbe-Grillet. Le titre du roman lui a été inspiré par l'ouvrage qu'il avait découvert à la librairie Clary où il travaillait : Méditations sud-américaines de Hermann von Keyserling, sous-titré La Gana, qui signifie « envie » en langue espagnole.
Le couple vit un an et demi à Corcelles, puis décide d'acheter une vieille maison à rénover dans le même département, à Hauteville-Lompnes, dans le hameau de Lacoux. Ils entament de nombreux travaux, dont un atelier au grenier pour Fred, bien éclairé par un grand velux, et chauffé d'un poêle à bois. Ils s'y installent en 1959.
En 1960, il signe le Manifeste des 121, déclaration sur le « droit à l'insoumission » dans le contexte de la guerre d'Algérie.
À partir de 1963, il passe, selon ses propres mots « des mois à tourner autour », puis il entame l'enregistrement du récit de sa vie sur 131 cassettes audio, correspondant environ à 200 heures d'enregistrement sonore, réalisé durant plus de trois décennies.
En 1963 également, il trace ses premiers dessins au crayon sur fonds aquarellés : Les Otages. Dès 1966, Fred Deux commence à prendre des notes sur la feuille qui protège son dessin en cours. Cette prise de texte devient désormais presque systématique et transcrit une parole parallèle à l'œuvre. Cette coexistence de l'écriture et du dessin, à partir de 1977, trouve sa forme la plus achevée dans les « livres uniques » comme La Malemort (1980), La Matrice ou La Règle.
En 1971, Fred Deux et Cécile Reims fondent le centre d'art contemporain de Lacoux (CACL), dans une ancienne mairie-école désaffectée du hameau, situé dans leur commune d'Hauteville-Lompnes.

#### Indre
Fred Deux et Cécile Reims s'installent dans le Berry en 1973 où il reçoit ses filles, , dans l'Indre, dans une grande maison isolée dans un hameau de la commune de Crevant, Le Couzat,.
En 1985,, ils emménagent dans le même département, au centre village de La Châtre, rue Notre-Dame. « Dans son ouvrage Continuum, en 1999, Fred Deux écrivait : « C’est ici, rue Notre-Dame, avec les valises vides, que se termine notre virée ». ». Cécile Reims précisait : « Nous souhaitions vivre à l’écart, travailler loin des mondanités intellectuelles et artistiques. D’une manière générale, on ne cadre pas très bien avec le monde tel qu’il est et tel qu’il devient. Pour nous, La Châtre est un écart possible. Un écart mais pas une tour d’ivoire. »
Au début des années 1980, il réalise au crayon de grands « Autoportraits », des « Passions », qui le conduiront, à partir de 1982, à des dessins de grand format peuplés d'êtres fantasmagoriques, figures du double, figures des autres (Processions des existants, Les Remz, L'Alter ego). 
En 1987, il réalise La Vie m'agit, livre unique, recueil de 19 dessins rehaussés d'aquarelle.
Dans les années 1990, Fred Deux retourne à la couleur en réalisant de larges taches colorées — aquarelle, laque ou peinture — qu'il retravaille à l'encre de chine ou au crayon. Les formes prolifèrent de manière autonome, parfois viscérales. Là une main, un corps, un visage, un fœtus abandonné apparaissaient.
En 1994, il arrête ses enregistrements sonores autobiographiques, qui auront duré plus de trente ans. En 1999, les premiers enregistrements de 1963 et 1964 sont édités en 24 CD, dans le coffret À vif.
Il a également réalisé plusieurs dizaines de sculptures,, conservées dans le fonds du musée de l'Hospice Saint-Roch d'Issoudun (Indre), musée auquel Fred Deux et sa femme Cécile Reims ont donné de nombreuses œuvres de leur réalisation, et des œuvres d'autres artistes, de leur collection personnelle,, en 2001. Soit « près de deux cents dessins, trois cents gravures, quinze portfolios et vingt-six sculptures ».
En 2007 est publié son ouvrage Entrée de secours. Il déclare lors de sa publication : « Il y a beaucoup de menace dans l'écriture. Ça touche au cœur de l'être. Il y a de véritables chutes quand on écrit. On arrive à une extrémité violente contre soi-même qui stupéfie. On accède alors à une fragilité qu'on ne soupçonnait pas être encore présente en nous. Tandis qu'avec le dessin, on caracole ».
Entre l'été 2008 et l'été 2009, Matthieu Chatellier suit le couple d'artistes pour un film documentaire de 90 minutes, Voir ce que devient l'ombre, qui sort en 2010, et qui obtient, entre autres, le prix SCAM 2011 de l'œuvre de l'année, et l’Étoile SCAM 2011.
Il déclare en 2007 : « Le pylône de difficultés, c'est la mort de l'oncle et la maladie. Il y avait deux problèmes en moi. L'un tuberculeux, l'autre nerveux », et, quelques années plus tard : « J’ai subi de nombreux traumatismes dans ma vie et c’est en écrivant et en peignant que je me suis soigné : soit je crève, soit j’écris ou je peins tout ça ». Cécile Reims écrit de lui, en 2009 : « Fred est resté ouvrier dans l’âme. Ouvrier de sa propre vie ».
En 2009, il dépose ses archives personnelles à l'Institut mémoires de l'édition contemporaine (IMEC), fonds constitué de 24 boîtes : une trentaine de manuscrits publiés ou inédits, ses dizaines de cassettes audio, et sa correspondance avec Cécile Reims : lettres écrites et lettres reçues.
Fred Deux a « signé plus de 6 220 dessins, les numérotant comme le faisait Paul Klee, sa référence absolue », soit « près de 7 000 dessins d’une minutie arachnéenne, peuplés d’innombrables figures enchâssées les unes dans les autres, entre d’étouffants murs de briques et des nuées d’aquarelle ». Certaines de ses œuvres ont été reprises et gravées sur cuivre par Cécile Reims,.
Il meurt le 9 septembre 2015 à son domicile, à La Châtre.
En 2017, sa « plus grande rétrospective », « Le Monde de Fred Deux », de 230 œuvres, est exposée au musée des Beaux-Arts de Lyon, accompagnée d'un catalogue d'exposition au titre éponyme.

## Œuvre

### Publications

#### Sous le pseudonyme de Jean Douassot
- La Gana, Julliard, « Lettres nouvelles », 1958, rééd. Eric Losfeld, 1970, André Dimanche, 1999, Le Temps qu'il fait, 2011. Prix de Mai en 1959[7].
- Sens inverse, Julliard, « Lettres nouvelles », 1960.
- La Perruque, Julliard, « Lettres nouvelles », 1969 ; Le Temps qu'il fait, 2015.
- Nœud Coulant, Eric Losfeld, 1971.

#### Sous son nom
- Gris, La Différence, 1978.
- Lettres à Mon Double, Nyctalope, 1983.
- Voies de Passage, André Dimanche, 1984.
- Sous la Mémoire, André Dimanche, 1988.
- Le Partage, La Différence, 1995.
- Terre mère, André Dimanche, 1999.
- Continuum, journal, André Dimanche, 1988.
- Entrée de Secours[12], Le temps qu'il fait, 2007.

#### Recueils de textes et dessins
- Le Dessin bien tempéré[29], Editions Borderie, 1979.
- Memorandum[30], Pierre Chave, 1982.
- Autoportraits[30], Pierre Chave, 1983.
- Kaddish, Le Nyctalope, 1984.
- Miroir de papier[30], Pierre Chave, 1985.
- Ombres portées[30], Pierre Chave, 1989.
- La Traversée[30], Pierre Chave, 1989.
- Psautier[30], Pierre Chave, 1990.
- Entre les lignes, Fata Morgana, 1983.
- Marques particulières[30], Pierre Chave, 1992.
- La Vie antérieure[30], Pierre Chave, 1995.
- L'Être éphémère, galerie Alain Margaron, 2003.
- Liqueur sacrée, galerie Alain Margaron, 2005.
- Traits d'union, galerie Alain Margaron, 2007.
- Fred Deux au XXIe siècle, Alain Margaron éditeur, 2010.
- Fred Deux. Dessins bruissants, pensées murmurées, Alain Margaron éditeur, 2013.
- Le For intérieur, éd. Les Cahiers dessinés, 2015.
- Fred Deux. Paroles d'artiste, éd. Fage, novembre 2017 ; édition bilingue français-anglais.

### Œuvre parlée
- Une vie parlée[15],[31], autobiographie sonore enregistrée entre 1963 et 1994, sur 131 cassettes audio[21], correspondant environ à 200 heures d'enregistrement sonore.
  - Extraits :
    - À vif[9] (24 CD audio), enregistrements de 1963 et 1964, André Dimanche, 1999.

### Œuvres dans les collections publiques
- Issoudun, musée de l'Hospice Saint-Roch[25] : « La collection de Cécile et Fred Deux », musée auquel Fred Deux et sa femme Cécile Reims ont donné en 2001 de nombreuses œuvres de leurs réalisations et des œuvres d'autres artistes provenant de leur collection personnelle[10],[25]. Soit « près de deux cents dessins, trois cents gravures, quinze portfolios et vingt-six sculptures[20] ».
- Paris, Centre national d'art et de culture Georges-Pompidou : donation Fred Deux, 2004[32].
- Saint-Germain-la-Blanche-Herbe, Institut mémoires de l'édition contemporaine (IMEC) : Fonds Fred Deux, constitué de 24 boîtes[28], une trentaine de manuscrits publiés ou inédits, ses dizaines de cassettes audio et sa correspondance avec Cécile Reims (lettres écrites et reçues), déposé en 2009.

## Expositions
- 1988 : rétrospective de l'œuvre gravé, éditions Pierre Chave, SAGA 1988, Grand Palais, Paris.
- 1989-1990 : « Fred Deux, l'œuvre graphique », musée Cantini, Marseille. Musée municipal d'Issoudun et chapelle de l'École nationale supérieure des Beaux-Arts de Paris.
- 1992 : galerie Chave, Vence : L’Odyssée du dessinateur.
- 1993 : galerie Lambert Rouland, Paris.
- 1995 : rétrospective au musée de Bochum, Allemagne, puis aux musées de Châteauroux, Montpellier, Charleroi.
- 1996 : galerie Chave, Vence : XXV ans d'éditions et d'expositions. Publication du catalogue raisonné de l’œuvre de Fred Deux gravé par Cécile Deux (1970-1996).
- 1997 : musée de Saint-Roche à Issoudun, à l'occasion de la publication du Catalogue raisonné de l'œuvre de Fred Deux gravé par Cécile Reims de 1970 à 1996. Exposition particulière à la galerie Thessa Herold, Paris.
- 2001 : galerie Alain Margaron[33], « J'imagine, je cherche », regroupant une cinquantaine d'œuvres récentes (1994 à 2001).
- 2001 : galerie Chave, Vence : rétrospective (1958-2001) La pratique de l'art.
- 2002 : musée de l'Hospice Saint-Roch, Issoudun. Galerie Alain Margaron (juin-juillet), « Dessins-peintures. Livres uniques et recueils d'aquarelles ».
- 2004 : cabinet d'art graphique, Centre Pompidou, « Fred Deux. L'alter ego »[32]. Galerie Alain Margaron, « Parcours 1949-2004 ».
- 2006 : galerie Alain Margaron, « Fred Deux, François Lunven, dessins », puis « Spermes colorés, spermes noirs ».
- 2007 : galerie Alain Margaron, « Œuvres récentes » ; édition du catalogue Fred Deux, Traits d'union, Collection Alain Margaron, éditions l'Atelier des Brisants. Galerie Alain Margaron, « Qui sommes-nous ? »
- 2009-2010 : rétrospective à la Halle Saint-Pierre, Paris.
- 2013 : galerie Alain Margaron, « Fred Deux, Dessins bruissants, pensées murmurées » ; édition du catalogue Fred Deux, Dessins bruissants, pensées murmurées, Alain Margaron éditeur, textes de Rainer Michael Mason, Fred Deux et Cécile Reims.
- 2014 : galerie Alain Margaron, Paris, « Fred Deux, Ce lieu de ma naissance continue » ; œuvres de 1949 à 2013.
- 2014 : Panorama Museum[34], Bad Frankenhausen, Allemagne, « Fred Deux, Le livre de la vie » ; édition du catalogue, Le livre de la vie par le musée.
- 2014 : musée de l'Hospice Saint-Roch, Issoudun, « Fred Deux, Le dessin à corps perdu ».
- 2015 : Musée Jenisch Vevey, Suisse, Fred Deux, le for intérieur.
- 2015 : galerie Chave, Vence : Quatre dessinateurs : Dado, Fred Deux, Georges Lauro, Louis Pons.
- 2017 : musée des Beaux-Arts de Lyon, rétrospective[7], « Le Monde de Fred Deux », 230 œuvres. Publication du catalogue d'exposition Le Monde de Fred Deux, éd. Lienart, 2017.
- 2021 : L'œil Héliotrope, Arles, Delta - Fred Deux, Olivier O. Olivier, Jean-Pierre Vielfaure[35].

### Filmographie
- Voir ce que devient l'ombre, de Matthieu Chatellier, produit par Moviala Films, distribué par Nottetempo, 89 minutes, janvier 2010.  — Consacré à Fred Deux et Cécile Reims, ce documentaire suit, pendant plusieurs mois, l'intimité de leur travail de peintre et de graveur. Le film s'inscrit dans le moment précis d’une vie : celui de la vieillesse, de la dépossession et des interrogations sur « l'après ».